# Peter Bekkers
Petrus Johannes (Peter) Bekkers

(Amsterdam, 22 maart 1859 - aldaar, 16 januari 1918) was een Nederlands architect.
Hij was een leerling van Pierre Cuypers. Hij heeft enkele kerken gebouwd, vooral in het bisdom Haarlem (onder andere de St. Franciscus van Assisi-kerk, ook bekend als "De Boom" (1911), de inmiddels gesloopte kerk van de H. Anna in Amsterdam, de Onze-Lieve-Vrouw Onbevlekt Ontvangenkerk te Nieuwe Niedorp en de Heilig Hartkerk in Haarlem) en bijgedragen aan de Heilig Hart of Paterskerk, een rijksmonument in Eindhoven. Ook de in 1895 gebouwde kerk in Reusel werd door hem ontworpen. In 1909 verrees naar zijn ontwerp bij de katholieke kerk De Star in neoromaanse stijl de Kapel van Onze-Lieve-Vrouwe van Goeden Raad. 
Peter Bekkers was de vader van Jos Bekkers, die eveneens architect werd, en de Vredeskerk in Amsterdam bouwde. Jos Bekkers werd in 1944 door de nazi's vermoord in een concentratiekamp in Duitsland.

## Lijst van bouwwerken
- De lijst is mogelijk niet compleet

| Bouw      | Naam                                     | Plaats           | Bijzonderheden                                                               | Afbeelding |
| --------- | ---------------------------------------- | ---------------- | ---------------------------------------------------------------------------- | ---------- |
| 1879-1880 | Sint-Petrus' Bandenkerk                  | Bladel           | Kerk bij 15e-eeuwse toren. Kerk is in 1927 afgebroken, de toren bleef staan. |            |
| 1896      | O.L.V. Ten Hemelopnemingkerk             | Reusel           | Met A. Bruning                                                               |            |
| 1896-1898 | Paterskerk                               | Eindhoven        | Met J.P.I. Hegener                                                           |            |
| 1899      | Sint-Annakerk                            | Amsterdam        | Gesloopt in 1978                                                             |            |
| 1902      | Heilig Hart van Jezuskerk                | Haarlem          | Verbouwd tot apartementencomplex                                             |            |
| 1905-1906 | Sint-Jan de Doperkerk                    | Noord-Scharwoude |                                                                              |            |
| 1906-1907 | O.L.V. Onbevlekt Ontvangenkerk           | Nieuwe Niedorp   |                                                                              |            |
| 1910-1911 | Sint-Franciscus van Assisikerk (De Boom) | Amsterdam        |                                                                              |            |